# Comitatul San Juan, Utah

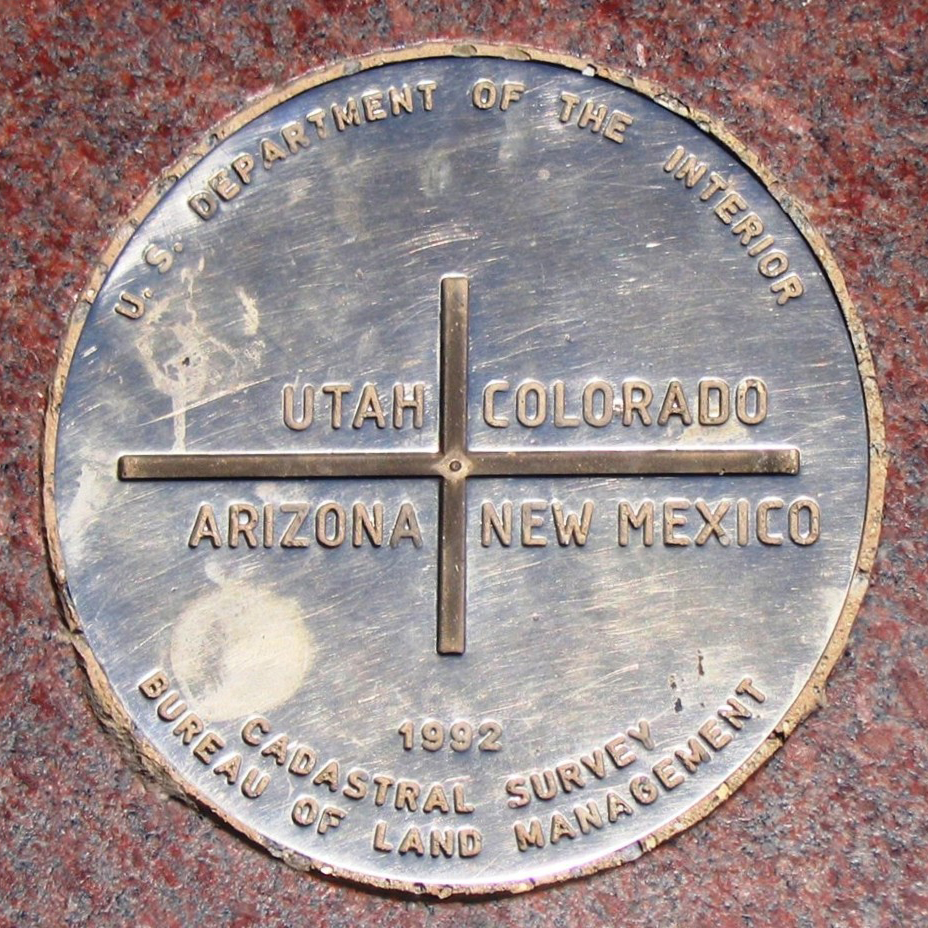
San Juan County includes the Utah section of the Four Corners Monument.

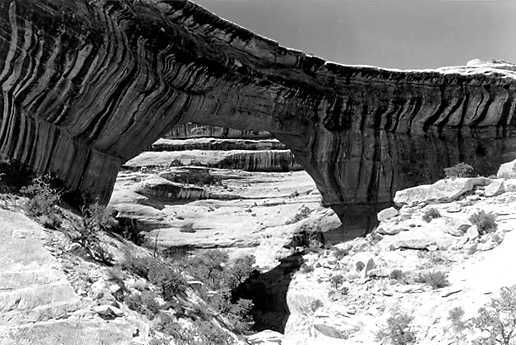
Sipapu Bridge, in Natural Bridges National Monument

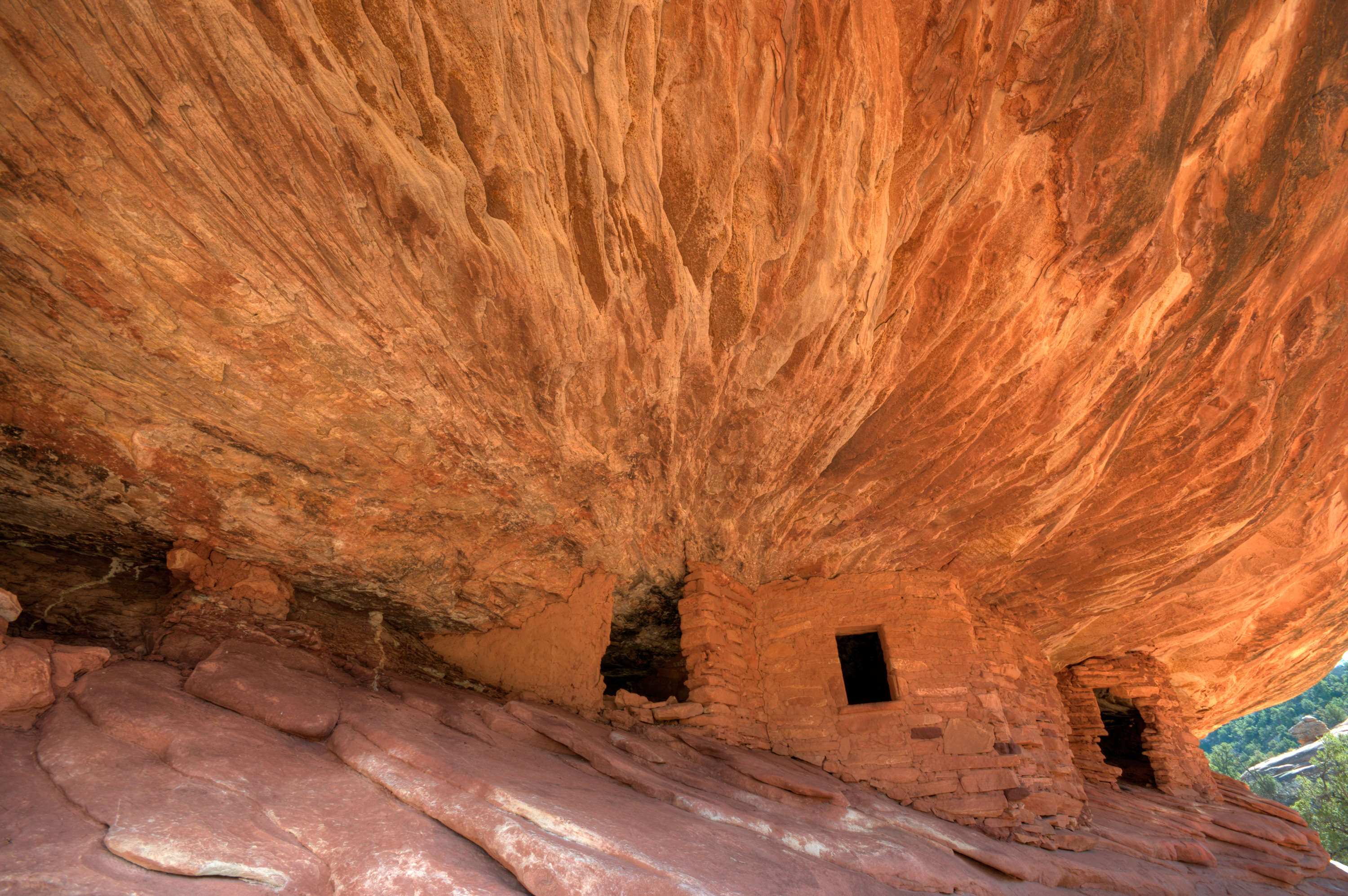
House on Fire ruin, one of many Ancestral Pueblo ruins in the county

Comitatul San Juan, conform originalului din engleză, San Juan County, Utah este unul din comitatele statului Utah din Statele Unite ale Americii.

## Demografie
|  | Graficele sunt indisponibile din cauza unor probleme tehnice. Mai multe informații se găsesc la Phabricator și la wiki-ul MediaWiki. |

Date: Wikidata - grafică realizată de Wikipedia